# Cryptodesmus concolor
Cryptodesmus concolor är en mångfotingart som beskrevs av Pocock 1894. Cryptodesmus concolor ingår i släktet Cryptodesmus och familjen Cryptodesmidae. Inga underarter finns listade i Catalogue of Life.